# (19930) 1981 EV2
A (19930) 1981 EV2 a Naprendszer kisbolygóövében található aszteroida. Schelte J. Bus fedezte fel 1981. március 2-án.